# Lasius americanus
Lasius americanus es una especie de hormiga del género Lasius, tribu Lasiini, familia Formicidae.. Fue descrita científicamente por Emery en 1893.

## Distribución
Se distribuye por Canadá, México y los Estados Unidos.

## Hábitat
Habita debajo de piedras, nidos, en la madera muerta, la hojarasca y sobre la vegetación en general.